# Masahiro Ikeda
Masahiro Ikeda (池田 昌広 Ikeda Masahiro?, nacido el 9 de octubre de 1981 en Mie) es un exfutbolista japonés. Jugaba de centrocampista y su último club fue el Nara Club de Japón.

## Trayectoria

### Clubes
| Club                 | País  | Año         |
| -------------------- | ----- | ----------- |
| Sagawa Express Tokyo | Japón | 2004 - 2005 |
| Shonan Bellmare      | Japón | 2005 - 2006 |
| Blaublitz Akita      | Japón | 2007 - 2010 |
| Banditonce Kakogawa  | Japón | 2011        |
| Nara Club            | Japón | 2012 - 2015 |